# Ole Bach
Ole Bach (født 9. oktober 1950 i Nakskov) er en dansk civilingeniør, trafikplanlægger og direktør for Realdania-selskabet Kvæsthusselskabet. Han har tidligere bl.a. været direktør for Vej & Park i Københavns Kommune.

## Karriere
Ole Bach blev født i 1950 i Nakskov. Hans forældre var bestyrer Christian Bach og hustru Else Bach, født Sørensen. Ole blev student fra Nakskov Gymnasium i 1969 og uddannede sig derefter til civilingeniør ved DTU, hvor han blev færdig i 1975. Han tog senere en ph.d. i trafikplanlægning, også ved DTU, i 1982.
Bach var ansat i COWI som rådgivende ingeniør i 1976-1980 og igen 1982-1991. Derefter var han overingeniør for Vej- og Anlægsafdelingen i Roskilde Kommune, derefter afdelingsleder for COWIs trafikplanafdeling fra 1993 til 1996, hvor han blev vejchef i Københavns Kommune. I 1999 blev han udnævnt til direktør for Vej & Park i Københavns Kommune. I 2008 forlod han dette embede og stiftede han sit eget selskab Ledelsesforståelse, og fra 2010 blev han direktør for Kvæsthusselskabet, et datterselskab til Realdania.
Bach blev chef efter i mange år at have arbejdet som specialist indenfor trafikplanlægning. Rolleskiftet var uvant for ham som for mange andre i hans branche, og han har senere skrevet en bog om lederrollen, ikke mindst indenfor den offentlige sektor.

## Privatliv
I 1989 blev Ole Bach gift med Towe Tia Scagensstierne (født 1950 i København).

## Andet
Bach er optaget i Kraks Blå Bog.